# اسطوره‌شناسی روم
اسطوره‌شناسی روم به مجموعه‌ای از روایات سنتی گفته می‌شود که در اصل به افسانه‌های سرچشمه گرفته از رم باستان و سیستم مذهبی این سرزمین، ارتباط دارند و به همان شیوه در ادبیات و هنرهای تجسمی رومیان تجلی یافته‌اند. «اسطوره‌شناسی روم» همچنین ممکن است به مطالعات مدرنی اشاره داشته باشد که ضمن پرداختن به موارد پیش گفته، موضوعات مرتبط و مشابه آن را، در هنر و ادبیات سایر فرهنگ‌ها در هر دوره، نشان بدهند.
مطالعهٔ پیرامون اسطوره‌های روم، بخاطر تأثیرگذاری و نفوذ اولیهٔ دین و مذهب یونانی و خدایان و اسطوره‌شناسی یونانی، بر تمدن شبه جزیره ایتالیا، در طی دوران ماقبل تاریخی رم، ممکن است تا حدودی پیچیده به نظر برسد. این پیچیدگی، بعدها و با تقلید آگاهانه و عمدی نویسندگان رومی از الگو و مدل ادبی یونانی، به اوج خود رسید و این نویسندگان روایات مربوط به خدایان یونانی را از اساطیر یونان وام گرفتند و آنان را به عنوان همتایان رمی اساطیر یونان، در پانتئون خدایان سرزمین خود قرار دادند. اسطوره‌ها و افسانه‌های رومی در دوران‌های نخست، با مذهب اتروسکی‌ها نیز، ارتباطی پویا داشته‌اند، که البته این ارتباط در مقایسه با ارتباط موجود میان اساطیر روم با اساطیر یونان، کمتر مستند می‌باشد.

## زایش اساطیر روم
از حدود ۱۵۰۰ پیش از میلاد، اقوام ایتالیایی کم‌کم در شبه جزیرهٔ حاصلخیز ایتالیا ساکن شدند. گرچه اغلب آن‌ها کشاورز بودند، اما ناگزیر شدند تقریباً به‌طور دایم با غارتگران شمال بجنگند. روم تأسیس شده بود، اما چهره آرمانی کشاورز-سرباز مصمم، با نظم و وظیفه‌شناس در اینجا ریشه داشت و رومیان و دیدگاهی که آنان در طول تاریخ برای دین خود تقبل کردند، الهام می‌بخشید.
در سدهٔ ۸ پیش از میلاد، دو گروه جدید از مردم کم‌کم در شبه جزیرهٔ ایتالیا ساکن شدند. یونانی‌ها اجتماعاتی معروف به ماگنا گرسیا (Magna Graecia) در طول سواحل جنوبی تشکیل داده بودند، در حالی که در مرکز ایتالیا قومی با خاستگاه نامشخص به نام اتروسک‌ها برآمدند. در حدود همان ایام، لاتینی‌های ایتالیایی و سابینان در جنوب تیبر در تپه‌های آلبانی، در اطراف منطقه‌ای می‌زیستند که بعدها به شهر رُم بدل شد. این خانواده و تبار در محور فعالیت‌های دینی برای این جوامع کوچک کشاورزی قرار داشتند و ندانسته بوته آزمایش دین بعدی رومیان گردیدند. به هر حال، آشکار است که آن‌ها در انزوا نمی‌زیستند و با قبایل ایتالیایی مجاور و با تمدن‌های پیشرفته‌تر اتروسکی و یونان شمالی و جنوب مراوده داشتند.

## شرح

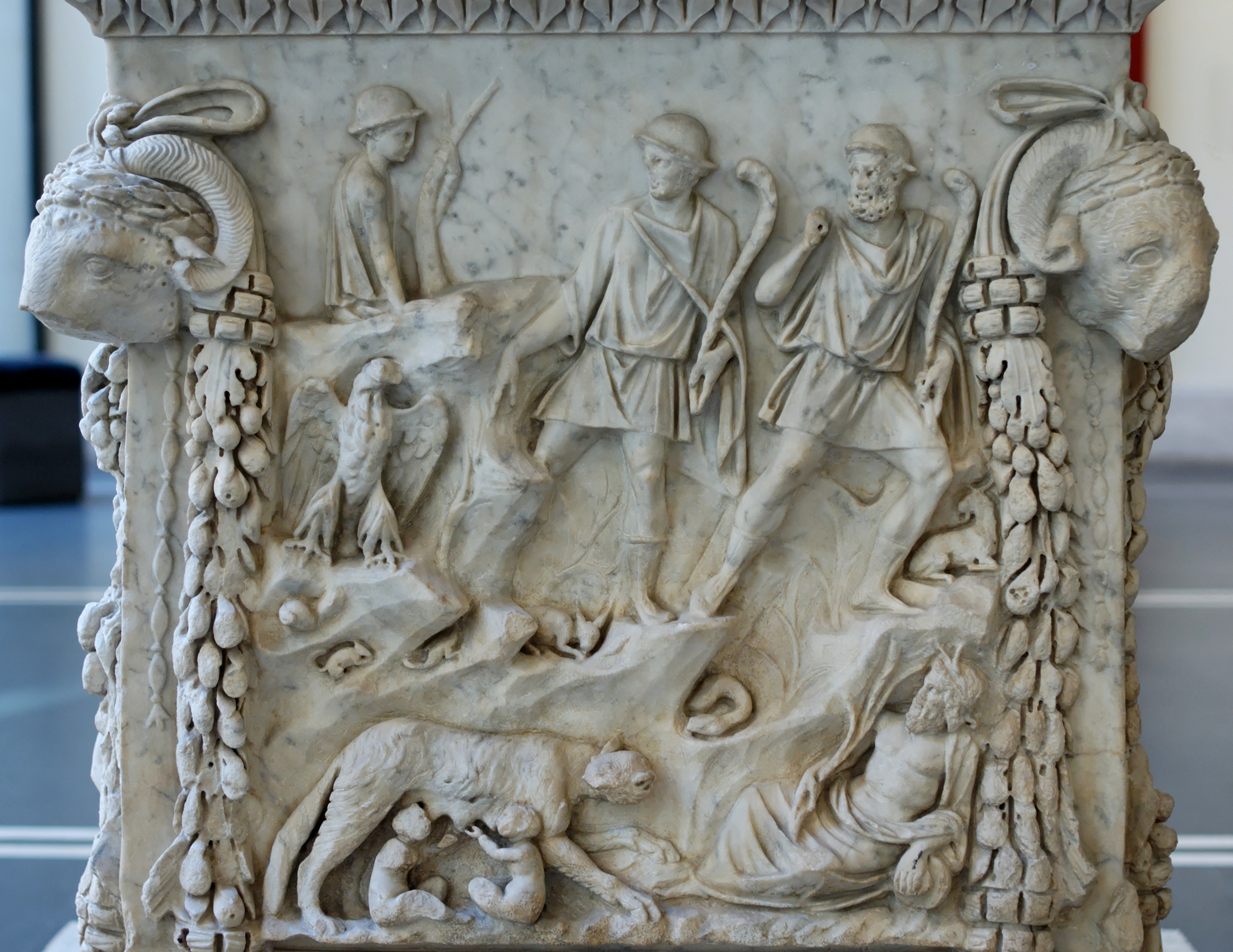
رموس و رمولوس، لوپرکال، تیبر و پالاتین، بر روی یک طرح برجسته نقش شده بر یک ستون، مربوط به دوران تراژان

اسطوره‌شناسی رُمی در مقایسه با علم الاساطیر یونانی با آن غنای افسون‌کننده و افسانه‌های جذاب و دلکش، چیزی نیست جز پیکره‌ای نحیف و نمایشی ضعیف. این تناقض، از آنجا نمود بیشتری پیدا می‌کند که ادبیات منظوم و دین رمی، در فضایی رشد و تکامل پیدا کرد که از فرهنگ و تمدن یونانی اشباع شده بود و در نگاه اول، به نظر می‌رسد که رمی‌ها فقط توانسته‌اند آنچه از جهان یونانی به ارث مانده بود را بگیرند و به ناحق به خود نسبت دهند و جالب اینکه حتی همین قدر هم با خام دستی و ناهنجاری انجام شده‌است.
بدین ترتیب، خدایان رمی، دست کم در دوران کلاسیک، صرفاً همان خدایان یونانی با نام‌هایی متفاوت هستند. از جمله: زئوس به ژوپیتر تبدیل شده، هرا، یونو خوانده شده، آفرودیته به ونوس، هراکلس به هرکول، و آرس یونانی، در روم مارس نام گرفته و به همین ترتیب برای همهٔ المپی‌ها نامی رمی فرض شده‌است.
شاعران رمی آزادانه هر کاری که دلشان می‌خواست با اساطیر سنتی می‌کردند و مجسمه‌سازان و نقاشان رمی، با یونان و مشرق زمین رقابت و چشم و هم چشمی کرده و از روی الگوهای نمونه خدایان که از قرون دوم و سوم قبل از میلاد، به‌طور سنتی مشخص و تثبیت شده بود، تقلید و الگوبرداری می‌کردند. صحنه‌های افسانه‌ای از حماسه‌ها و تراژدی‌های یونانی به همان ترتیب بازسازی می‌شد. بنابراین در رابطه با تبیین و تعریف آنچه واقعاً متعلق به علم الاساطیر رومی است، با مشکلات زیادی مواجه هستیم و فقط همین اواخر بود که برخی پژوهشگران قانع و راضی شدند که اعلام کنند هیچگونه علم الاساطیر اصیل ملی در رم وجود نداشته‌است و کشورگشایان رومی فقط ابداعات و ثمره نبوغ اقوامی را که تحت سلطه خود در می‌آوردند، ضبط کرده و به خود اختصاص می‌دادند.
دانشمندان بحث کرده‌اند که دین رومی همانند شکل اولیهٔ جاندارانگاری (زنده‌پنداری) بود و با باورها و ایزدان پیچیده‌تر فرهنگ‌های بیگانه آمیخته بود. بی‌شک گروه کثیری از ایزدان و ارواح بر همه جنبه‌های زندگی شهروندان نو ظهور روم غلبه داشتند. یک نومن یا تجلی قدرت مقدس، بخشی از همهٔ پدیده‌ها، فعالیت‌ها و فرایندها به‌شمار می‌آمد. این نمودگارها اغلب بی‌چهره، بی‌شکل و بی‌جنس و بسیار مبهم بودند و نامی نداشتند. به هر حال، آن‌ها هنوز نیازمند اجرای درست آیین‌ها بودند تا نیروی حیاتی‌شان تجدید گردد و خانواده و جامعه کامیاب شوند. وظیفهٔ اخلاقی ویژه رومیان در حیات دینی نافذ بود.

## تطبیق خدایان رمی با خدایان یونانی
ایزدان رومی، با ایزدان یونانی، چنین مطابقت داشتند:
- ژوپیتر رومی، با زئوس یونانی
- نپتون رومی، با پوزئیدون یونانی
- مارس رومی، با آرس یونانی
- آپولون رومی، با آپولو یونانی
- ولکان رومی، با هفائستوس یونانی
- پلوتو رومی، با هادس یونانی
- مرکوری رومی، با هرمس یونانی

ایزدبانوهای رومی، با ایزدبانوهای یونانی، چنین مطابق بودند:
- یونو رومی، با هرا یونانی
- مینروا رومی، با آتنا یونانی
- دیانا رومی، با آرتمیس یونانی
- ونوس رومی، با آفرودیت یونانی
- وستا رومی، با هستیا یونانی